# Leptogium vesiculosum
Leptogium vesiculosum är en lavart som först beskrevs av Olof Swartz, och fick sitt nu gällande namn av Malme. Leptogium vesiculosum ingår i släktet Leptogium och familjen Collemataceae.   Inga underarter finns listade i Catalogue of Life.